# Hallsbergs tingsrätt
Hallsbergs tingsrätt var en tingsrätt i Örebro län med säte i Hallsberg. Domsagan omfattade vid upplösningen kommunerna Hallsberg, Kumla, Askersund och Laxå. Tingsrätten och dess domsaga ingick i domkretsen för Svea hovrätt till 1 juli 1992 därefter i domkretsen för Göta hovrätt. Tingsrätten hade kansli i Hallsberg. År 2001 upplöstes tingsrätten varvid rätten och domsagan uppgick i Örebro tingsrätt och domsaga.

## Administrativ historik
Vid tingsrättsreformen 1971 bildades denna tingsrätt i Hallsberg från häradsrätten för Västernärkes domsagas tingslag. Domkretsen bildades av tingslaget samt delar av Östernärkes domsagas tingslag. 1971 omfattade domsagan kommunerna Hallsberg, Kumla, Askersund och Laxå.   Det första året hade tingsrätten tingsställe i Hallsberg och kansli i Örebro. Från och med 1972 skulle emellertid även kansliet flyttas till Hallsberg. Den nya tingsrätten flyttade in i Hallsbergs tingslag gamla tingshus från 1909 ritat av arkitekten Lars Kellman. 
Tingsrätten upplöstes 1 juni 2001 då rätten och domsagan uppgick i Örebro tingsrätt och dess domsaga.

## Lagmän
- 1971–1974: Ingemar Lilja
- 1974–1989: Jan Hultgren
- 1989–1993: Torgil Melin
- 1994–1998: Jan Carrick
- 1998-2001: Lars Levin (tillförordnad)